# 约翰·丁达尔
约翰·丁达尔 FRS（英語：John Tyndall；1820年8月2日—1893年12月4日）是一位19世纪爱尔兰物理学家。1850年代从事反磁性研究而获得了些许科学界的声望，后来以对红外线和空气的研究出名。丁达尔效应和丁达尔灭菌法是以他的名字命名的。

## 早年

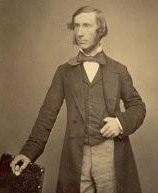
30歲左右的丁达尔

丁达尔出生于爱尔兰卡洛郡莱林桥，父亲是当地一名警察，他的家族1670年左右自格洛斯特郡移民到爱尔兰。丁达尔在故乡读过小学（Ballinabranna Primary School），课程包括工程製圖及数学，后来可能还在该小学里当过助教。1839年在爱尔兰地形测量局工作，1842年转到英国地形测量局。1840年代正是铁路发展兴盛之时，因此丁达尔颇受雇主们欢迎，1844年至1847年间开始设计铁路。
1847年由于铁路业发展变缓，他开始在汉普郡昆伍德学院教授数学和测量学。同时在那里教书的还有爱德华·弗兰克兰。两人成为莫逆之交。爱德华告诉丁达尔当时德国的实验化学和物理学局领先于英国，而对此感兴趣的两人则在1848年夏天前往德国，就读于马尔堡大学，受教于罗伯特·本生，丁达尔在本生门下学习了约两年时间。